# ホベルト・サトシ・ソウザ
ホベルト・サトシ・ソウザ（Roberto Satoshi Souza、1989年9月19日 - ）は、ブラジルの男性柔術家、プロ総合格闘家。日系ブラジル人。サンパウロ州サンパウロ出身。静岡県磐田市在住。ボンサイ柔術所属。現RIZINライト級王者。元REALスーパーライト級王者。ボンサイ柔術の創始者アジウソン・ソウザの三男。ブラジル人史上初のRIZIN世界王者。

## 来歴

### ブラジリアン柔術・グラップリング
父の指導のもと、幼少期から柔道とブラジリアン柔術を学んだ。
2006年7月、世界柔術選手権青帯メジオ級・アブソルート級で二階級制覇を達成。
青帯時代（2005年〜2007年）には元UFC世界ライト級チャンピオンのチャールズ・オリベイラを計6回すべて完封している。
2007年9月、兄のマウリシオ・ダイ・ソウザ、マルコス・ヨシオ・ソウザを追って来日し、18歳で静岡県浜松市に移住。来日当初は2人の兄と共にブルテリア格闘技ジムで練習と指導を行う傍ら、工場作業員としても働いていた。
2007年12月2日、DEEP X 02のリアルキングトーナメント76kg級に参戦。一回戦で村松貴之と対戦し、腕ひしぎ十字固めで一本勝ち。準決勝で大内敬と対戦し、腕ひしぎ十字固めで一本勝ち。決勝で山田崇太郎と対戦し、判定勝ちを収め、優勝を達成した。
2009年6月、世界柔術選手権紫帯レーヴィ級で優勝。
2010年6月、世界柔術選手権茶帯レーヴィ級で優勝。
2010年10月10日、DEEP X 06のブラジリアン柔術スーパートーナメント75kg級に参戦。一回戦で大内敬と対戦し、手首固めで一本勝ち。準決勝で近藤哲也と対戦し、アームロックで一本勝ち。決勝で嶌崎公次と対戦し、腕ひしぎ十字固めで一本勝ちを収め、茶帯ながら黒帯保持者3名を下して優勝を達成した。
2011年5月1日、師である父からブラジリアン柔術黒帯を授与された。
2012年4月、アブダビ・ワールド・プロフェッショナル柔術選手権茶帯/黒帯レーヴィ級でダヴィ・ハモス、ルーカス・レプリらを破って初優勝を達成。
2014年11月22日、Metamoris 5でジェイク・シールズと対戦し、時間切れドロー。
2015年5月9日、Metamoris 6でクラーク・グレイシーと対戦し、時間切れドロー。
2017年6月、世界柔術選手権黒帯レーヴィ級決勝戦でルーカス・レプリと対戦したが、試合途中に左肩を脱臼して負傷棄権。準優勝に終わった。
2018年6月9日、QUINTET FIGHT NIGHT in TOKYOに「TEAM HALEO」のメンバーとして参戦。一回戦で「TEAM U-ZUKIDO」の大将・中村大介と対戦し、リアネイキドチョークで一本勝ち。決勝では「TEAM CARPE DIEM」の次鋒・デヴィッド・ガルモ、中堅・松本義彦を立て続けにリアネイキドチョークで下した後、副将・岩崎正寛と対戦し、時間切れドロー。
2018年10月5日、QUINTET.3に「TEAM SAKURABA」のメンバーとして参戦。一回戦で「TEAM ALPHA MALE」の中堅・ゴードン・ライアンと対戦し、時間切れドロー。

### 総合格闘技
ボンサイ柔術で兄のマルコス・ヨシオ・ソウザや、チームメイトのクレベル・コイケが総合格闘技の試合に出ている影響もあり、自身もやってみたいと思うようになる。また元々、日本最大の総合格闘技団体であったPRIDEが好きで、将来的に総合格闘技をやりたいと思っていたことから、総合格闘技への参戦を決める。キャリア途中からはPRIDEの後継団体『RIZIN』参戦を目標とした。
2013年10月20日、Real Fight MMA Championship 3で総合格闘技デビュー。ヌルラーと対戦し、リアネイキッドチョークで1R一本勝ちを収めた。
2015年12月5日、REAL.3のスーパーライト級（74.2kg）王座決定トーナメント一回戦で上山龍紀と対戦し、三角絞めで一本勝ち。
2016年3月12日、REAL.4のスーパーライト級王座決定トーナメント準決勝で金子優太と対戦し、パウンドでTKO勝ち。
2016年6月12日、REAL.5のスーパーライト級王座決定トーナメント決勝でZUZUと対戦し、腕ひしぎ十字固めで一本勝ち。王座獲得に成功した。

### RIZIN
2019年4月21日、RIZIN初参戦となったRIZIN.15で元DEEPライト級王者の北岡悟と対戦し、パウンドで2RTKO勝ち。
2019年7月28日、RIZIN.17で元DEEPライト級王者・元SRCライト級王者の廣田瑞人と対戦し、パンチでダウンを奪いパウンドで1RKO勝ち。試合後のマイクパフォーマンスで「UFCじゃない、ここはRIZINだよ！」と叫んだ。
2019年10月12日、RIZIN.19のライト級トーナメント1回戦でジョニー・ケースと対戦し、タックルの際に受けたパンチが目に入り、試合開始から75秒でギブアップ。キャリア初黒星を喫した。
2020年2月、RIZIN.21で柔術エキシビションマッチを行い、チーム中井（中井祐樹ら5人）と対戦。試合は制限時間10分以内にサトシが柔術家の中井祐樹や芸人の品川庄司など5人から柔術で一本を取れば勝ちとなる条件で行われ、サトシが5人全員からタップを奪って勝利した。試合後マイクでは「本当は皆、私の総合の試合を見たかったと思うけど、この試合で柔術の面白さと、柔術は誰でも出来るということを見せたかった。今、RIZINのベルトを巻いている選手に日本人がいないのがとても悲しい。でも私は諦めない。もっと練習して、もっと強くなって絶対にRIZINのベルトを日本に戻します」と格闘技ファン達と約束をした。
2020年8月9日、RIZIN.22で元PXCフェザー級王者の矢地祐介と対戦。マウントポジションからパウンドを連打し1RTKO勝ちを収めた。
2021年3月21日、RIZIN.27で元PANCRASEライト級王者の徳留一樹と対戦し、1R三角絞めで一本勝ちを収めた。
2021年6月13日、RIZIN.28のRIZIN初代ライト級王座決定戦で、RIZINライト級GP 2019王者のトフィック・ムサエフと対戦。下馬評では不利とされながらも1Rに引き込みからの三角絞めで一本勝ちを収めて王座獲得に成功。初代RIZINライト級王者となった。なお試合前の国歌斉唱では、ブラジル国歌ではなく君が代を選択、勝利後は日の丸を掲げてベルトを巻き、マイクで「日本！約束守ったよ！RIZINのベルト、日本に戻ったぞ！！」と絶叫した。
2021年12月31日、RIZIN.33のRIZINライト級タイトルマッチで挑戦者の矢地祐介と再戦。腕ひしぎ三角固めで2R一本勝ちを収め、王座の初防衛に成功した。
2022年4月17日、RIZIN.35のRIZINライト級タイトルマッチで、挑戦者のジョニー・ケースと約2年半振りに再戦し。1Rに腕ひしぎ三角固めで一本勝ちでリベンジに成功するとともに、2度目の王座防衛に成功した。
2022年8月、矢地戦の前から痛めていた右手の手術を行い、骨折した際に割れたまま体内に残っていた骨を除去する手術を行った。
2022年12月31日、RIZIN.40のメインイベント、RIZIN×BELLATOR全面対抗戦・大将戦でAJ・マッキーと対戦。世界のトップ選手を相手にほぼ互角の接戦を演じるも0-3の判定負けを喫した。
2023年5月6日、RIZIN.42でスパイク・カーライルと対戦し。カーライルを終始寝技でを圧倒するも極めきれず、3-0の判定勝ちを収めた。
2023年7月30日、超RIZIN.2Bellatorパートのメインイベントで行われたBellatorライト級ワールドグランプリ1回戦で、欠場となったAJ・マッキーの代役として急遽グランプリに出場し、パトリッキー・ピットブルと対戦。試合の1週間前、家族で休日バーベキューをしている最中に来たオファーを受け、体重を6日で9kg落としての緊急参戦であった。試合は1R序盤にパンチを打った際、昨年手術した右第五中手骨を再び骨折。右手が使えないまま試合を続け、3R序盤でカーフキックからのパウンドによるTKO負けを喫しグランプリ準決勝進出を逃した。この試合で負った拳の負傷は全治約3カ月と診断され、治療のため次戦まで約9ヶ月ほど間が空く事となった。
2024年3月23日、RIZIN LANDMARK 9で元DEEPウェルター級王者の中村K太郎と対戦。1Rハイキックでダウンを奪うとパンチの連打でTKO勝ちを収め、9カ月ぶりの再起戦を勝利で飾った。
2024年9月29日、RIZIN.48でRIZINライト級タイトルマッチを行い、挑戦者ルイス・グスタボと対戦。ミドルキックを掴まれると同時に放った右フックをヒットさせダウンを奪い、左ストレートで追加のダウンを奪うと、1R僅か21秒でTKO勝ちを収めて3度目の王座防衛に成功した。この結果は鈴木千裕が保持していたRIZIN王座戦最速KO勝利記録「88秒」を大幅に更新する記録となった。
2024年12月31日、RIZIN10周年の大晦日記念大会RIZIN DECADE (RIZIN.49)にてRIZINライト級タイトルマッチを行い、前RIZINフェザー級王者ヴガール・ケラモフと対戦。1R終了間際に三角絞めで一本勝ちを収め、4度目の王座防衛を果たした。この勝利によってサトシのRIZIN王座戦勝利数は「5勝」となり、元RIZIN女子スーパーアトム級王者の浜崎朱加の保持していた最多王座戦勝利数記録「4勝」を塗り替えた。
2025年5月31日、RIZIN WORLD SERIES in KOREAで元GLADIATORライト級王者のキ・ウォンビンと対戦し、1R開始早々に右フックでダウンを奪いリアネイキドチョークで僅か50秒で一本勝ちを収めた。これによりサトシのRIZINにおけるフィニッシュ勝利数は史上最多の「11回」となった。

## 人物・エピソード
- 既婚者で、三女の父である。
- デビューから14試合連続フィニッシュ勝利するなど、試合決定率が非常に高い。2025年6月時点で試合決定率は95％を誇る。
- 日本への深い愛情から、柔術同様に総合格闘技でも『日本で戦い続けること』『日本の格闘技・日本の格闘技団体を世界一にすること』にこだわっており、「UFCやONEには出たくない」と常に答え続けている[35][36]。
- UFCで一時代を築いた元UFCライト級王者のチャールズ・オリベイラと仲が良く、試合に勝った際には「俺達は兄弟だ！」とお互いの健闘を称え合う関係が続いている。サトシとオリベイラは柔術の青帯・紫帯時代に柔術大会で6～7回ほど対戦しており、すべてサトシが勝利している[37]。
- 2022年10月にシンガポールの団体ONEのチャトリ代表が「日本人選手は世界のONEレベルに達してない。20年前よりもレベルが落ちる。ONEが世界最高レベル」、「朝倉兄弟は二流の選手」、「UFC王者達は我々ONEに簡単に倒される」などと日本人選手・RIZIN選手・UFC選手を貶めた会見が話題となった[38]。そのことについて聞かれたサトシは「彼はそうやって言うけど、ONEには良い選手もいるけど世界的に誰も知られてないよね。アメリカの話になるとUFCやBellatorだし、アジアの話になると皆がRIZINの話をする。ONEのことは誰も話題にしない。なのに面白いことを言うよね。多分、彼は自分のイベントのお金のことが心配なんじゃないかな。皆知ってると思うけど、彼のONEは実際には…イベントが赤字で。（※ONEは10年で一度も黒字になっておらず、2021年に160億円以上の赤字、累計550億円以上の赤字と世界で報道されている[39][40]）他団体にそういうことを言うと皆が注目するからね。それより彼は（自分の団体のことを）もっと心配した方がいいと思う。（赤字なのに他団体の選手に敬意のないことを言う人は発言に）気を付けないと、彼のところの選手たちもみんなRIZINに来るかもしれないですよ」と、ONEとチャトリ氏に忠告をした[41]。

## 戦績

### プロ総合格闘技
| 総合格闘技 戦績 | 総合格闘技 戦績 | 総合格闘技 戦績 | 総合格闘技 戦績 | 総合格闘技 戦績 | 総合格闘技 戦績 | 総合格闘技 戦績 |
| --------------- | --------------- | --------------- | --------------- | --------------- | --------------- | --------------- |
| 22 試合         | (T)KO           | 一本            | 判定            | その他          | 引き分け        | 無効試合        |
| 19 勝           | 6               | 12              | 1               | 0               | 0               | 0               |
| 3 敗            | 2               | 0               | 1               | 0               | 0               | 0               |

| 勝敗 | 対戦相手                       | 試合結果                             | 大会名                                                    | 開催年月日     |
|      | 堀江圭功                       | 試合前                               | RIZIN.51 【RIZINライト級タイトルマッチ】                  | 2025年9月28日  |
| ○    | キ・ウォンビン                 | 1R 0:50 リアネイキドチョーク         | RIZIN WORLD SERIES in KOREA                               | 2025年5月31日  |
| ○    | ヴガール・ケラモフ             | 1R 4:45 三角絞め                     | RIZIN.49 【RIZINライト級タイトルマッチ】                  | 2024年12月31日 |
| ○    | ルイス・グスタボ               | 1R 0:21 TKO（左ストレート→パウンド） | RIZIN.48 【RIZINライト級タイトルマッチ】                  | 2024年9月29日  |
| ○    | 中村K太郎                      | 1R 1:43 TKO（スタンドパンチ連打）    | RIZIN LANDMARK 9                                          | 2024年3月23日  |
| ×    | パトリッキー・ピットブル       | 3R 0:49 TKO（カーフキック→パウンド） | 超RIZIN.2 【Bellatorライト級ワールドグランプリ1回戦】     | 2023年7月30日  |
| ○    | スパイク・カーライル           | 5分3R終了 判定3-0                    | RIZIN.42                                                  | 2023年5月6日   |
| ×    | AJ・マッキー                   | 5分3R終了 判定0-3                    | RIZIN.40 【RIZIN×BELLATOR全面対抗戦 大将戦】              | 2022年12月31日 |
| ○    | ジョニー・ケース               | 1R 3:32 腕ひしぎ三角固め             | RIZIN.35 【RIZINライト級タイトルマッチ】                  | 2022年4月17日  |
| ○    | 矢地祐介                       | 2R 3:30 腕ひしぎ三角固め             | RIZIN.33 【RIZINライト級タイトルマッチ】                  | 2021年12月31日 |
| ○    | トフィック・ムサエフ           | 1R 1:12 三角絞め                     | RIZIN.28 【初代RIZINライト級王座決定戦】                  | 2021年6月13日  |
| ○    | 徳留一樹                       | 1R 1:44 三角絞め                     | RIZIN.27                                                  | 2021年3月21日  |
| ○    | 矢地祐介                       | 1R 1:52 TKO（パウンド）              | RIZIN.22 - STARTING OVER -                                | 2020年8月9日   |
| ×    | ジョニー・ケース               | 1R 1:15 TKO（ギブアップ）            | RIZIN.19 【RIZINライト級世界トーナメント1回戦】           | 2019年10月12日 |
| ○    | 廣田瑞人                       | 1R 3:05 KO（右フック→パウンド）      | RIZIN.17                                                  | 2019年7月28日  |
| ○    | 北岡悟                         | 2R 3:56 TKO（右ストレート→パウンド） | RIZIN.15                                                  | 2019年4月21日  |
| ○    | ペク・スンデ                   | 1R 1:06 リアネイキドチョーク         | ARZALET.4                                                 | 2018年11月24日 |
| ○    | チアゴ・“シリゲラ”・オリベイラ | 1R 3:00 リアネイキドチョーク         | ARZALET.2                                                 | 2017年10月21日 |
| ○    | ZUZU                           | 1R 1:54 腕ひしぎ十字固め             | REAL.5 【REALスーパーライト級王座決定トーナメント決勝】   | 2016年6月12日  |
| ○    | 金子優太                       | 1R 2:06 TKO（パウンド）              | REAL.4 【REALスーパーライト級王座決定トーナメント準決勝】 | 2016年3月12日  |
| ○    | 上山龍紀                       | 1R 2:13 三角絞め                     | REAL.3 【REALスーパーライト級王座決定トーナメント1回戦】  | 2015年12月5日  |
| ○    | ジョン・ドゥジェ               | 1R 1:05 リアネイキドチョーク         | REAL.1                                                    | 2014年12月23日 |
| ○    | ヌルラー                       | 1R 2:37 リアネイキドチョーク         | Real Fight MMA Championship 3                             | 2013年10月20日 |

### グラップリング ・柔術
| 勝敗 | 対戦相手                   | 試合結果                       | 大会名                                                                                                | 開催年月日     |
| ○    | 中井祐樹                   | 1R 3:38 三角絞め               | RIZIN.21                                                                                              | 2020年2月22日  |
| ○    | 品川祐                     | 1R 1:26 三角絞め               | RIZIN.21                                                                                              | 2020年2月22日  |
| ○    | エジソン篭原               | 1R 1:24 えり絞め               | RIZIN.21                                                                                              | 2020年2月22日  |
| ○    | 重水浩次                   | 1R 0:51 腕ひしぎ十字固め       | RIZIN.21                                                                                              | 2020年2月22日  |
| ○    | 木村由菜                   | 1R 0:46 リアネイキッドチョーク | RIZIN.21                                                                                              | 2020年2月22日  |
| ×    | ディアロンジオ・ジャクソン | リストロック                   | 2019 Abu Dhabi King of Mats Middleweight                                                              | 2019年1月12日  |
| ×    | イサク・バヒエンセ         | 6分1R終了 判定ポイント         | 2019 Abu Dhabi King of Mats Middleweight                                                              | 2019年1月12日  |
| △    | ゴードン・ライアン         | 4分1R終了 時間切れ             | QUINTET.3 【TEAM ALPHA MALE vs. TEAM SAKURABA】                                                       | 2018年10月5日  |
| △    | 岩崎正寛                   | 8分1R終了 時間切れ             | QUINTET FIGHT NIGHT in TOKYO 【TEAM CARPE DIEM vs. TEAM HALEO】                                       | 2018年6月9日   |
| ○    | 松本義彦                   | 1R 3:12 リアネイキドチョーク   | QUINTET FIGHT NIGHT in TOKYO 【TEAM CARPE DIEM vs. TEAM HALEO】                                       | 2018年6月9日   |
| ○    | デヴィッド・ガルモ         | 1R 4:12 リアネイキドチョーク   | QUINTET FIGHT NIGHT in TOKYO 【TEAM CARPE DIEM vs. TEAM HALEO】                                       | 2018年6月9日   |
| ○    | 中村大介                   | 1R 1:29 リアネイキドチョーク   | QUINTET FIGHT NIGHT in TOKYO 【TEAM U-ZUKIDO vs. TEAM HALEO】                                         | 2018年6月9日   |
| △    | クラーク・グレイシー       | 20分1R終了 時間切れ            | Metamoris 6                                                                                           | 2015年5月9日   |
| △    | ジェイク・シールズ         | 20分1R終了 時間切れ            | Metamoris 5                                                                                           | 2014年11月22日 |
| ○    | 中倉三四郎                 | 1R 1:39 三角絞め               | DEEP X リアルキング & DEEP X アマチュア トーナメント 【リアルキングトーナメント ウェルター級 決勝】   | 2011年1月16日  |
| ○    | 岡本裕士                   | 1R 三角絞め                    | DEEP X リアルキング & DEEP X アマチュア トーナメント 【リアルキングトーナメント ウェルター級 準決勝】 | 2011年1月16日  |
| ○    | 嶌崎公次                   | 1R 0:56 腕ひしぎ十字固め       | DEEP X 06 【ブラジリアン柔術スーパートーナメント 75kg級 決勝】                                        | 2010年10月10日 |
| ○    | 近藤哲也                   | 1R 0:33 アームロック           | DEEP X 06 【ブラジリアン柔術スーパートーナメント 75kg級 準決勝】                                      | 2010年10月10日 |
| ○    | 大内敬                     | 1R 1:43 手首固め               | DEEP X 06 【ブラジリアン柔術スーパートーナメント 75kg級 一回戦】                                      | 2010年10月10日 |
| ○    | 山田崇太郎                 | 4分2R終了 判定19-2             | DEEP X 02 【リアルキングトーナメント 76kg級 決勝】                                                    | 2007年12月2日  |
| ○    | 大内敬                     | 1R 2:30 腕ひしぎ十字固め       | DEEP X 02 【リアルキングトーナメント 76kg級 準決勝】                                                  | 2007年12月2日  |
| ○    | 村松貴之                   | 1R 1:03 腕ひしぎ十字固め       | DEEP X 02 【リアルキングトーナメント 76kg級 一回戦】                                                  | 2007年12月2日  |
| ○    | ルペンス・ラオフィン       | 判定（ポイント）               | CBJJ                                                                                                  | 2007年?月?日   |
| ○    | チャールズ・オリベイラ     | 判定（ポイント）               | CBJJ 【ジュニアクラストーナメント 青帯 】                                                             | 2007年?月?日   |
| ○    | レミーロ・デルカデ         | 一本勝ち                       | CBJJ 【ジュニアクラストーナメント 青帯 】                                                             | 2007年?月?日   |
| ○    | ディエゴ・シウバ           | 一本勝ち                       | CBJJ open Sao Paulo                                                                                   | 2006年12月?日  |
| ×    | カルロス・ドス・サントス   | 判定（ポイント）               | CBJJ 【ジュニアクラストーナメンント 青帯 】                                                           | 2006年?月?日   |
| ○    | チャールズ・オリベイラ     | 一本勝ち                       | CBJJ open Sao Paulo                                                                                   | 2006年?月?日   |
| ○    | チャールズ・オリベイラ     | 判定（ポイント）               | CBJJ 【ジュニアクラストーナメント 青帯 】                                                             | 2006年?月?日   |
| ○    | ドリュー・ドーバー         | 一本勝ち                       | CBJJ open Sao Paulo                                                                                   | 2005年?月?日   |

## 獲得タイトル

### ブラジリアン柔術
- 世界柔術選手権 青帯メジオ級 優勝（2006年）
- 世界柔術選手権 青帯アブソルート級 優勝（2006年）
- アジア柔術選手権 紫帯レーヴィ級 優勝（2008年、2009年）
- ヒクソン・グレイシー杯国際柔術選手権 紫帯メジオ級 優勝（2008年）
- 全日本柔術選手権 紫帯メジオ級 優勝（2009年）
- 全日本柔術選手権 紫帯アブソルート級 優勝（2009年）
- 世界柔術選手権 紫帯レーヴィ級 優勝（2009年）
- ヒクソン・グレイシー杯国際柔術選手権 紫帯レーヴィ級 優勝（2009年）
- アジア柔術選手権 茶帯メジオ級 優勝（2010年）
- アジア柔術選手権 茶帯アブソルート級 優勝（2010年）
- 世界柔術選手権 茶帯レーヴィ級 優勝（2010年）
- ヒクソン・グレイシー杯国際柔術選手権 茶帯メジオ級 優勝（2010年）
- ヒクソン・グレイシー杯国際柔術選手権 茶帯アブソルート級 優勝（2010年）
- パン柔術選手権 茶帯レーヴィ級 優勝（2011年）
- ヨーロッパ柔術選手権 茶帯レーヴィ級 優勝（2011年）
- 全日本柔術選手権 黒帯メジオ級 優勝（2011年、2012年）
- ヒクソン・グレイシー杯国際柔術選手権 黒帯メジオ級 優勝（2011年、2013年）
- ヨーロッパ柔術選手権 黒帯レーヴィ級 優勝（2012年）
- アブダビ・ワールド・プロフェッショナル柔術選手権 茶帯/黒帯レーヴィ級 優勝（2012年、2014年）
- 全日本柔術選手権 黒帯アブソルート級 優勝（2012年）
- アジア柔術選手権 黒帯レーヴィ級 優勝（2014年、2015年）
- アジア柔術選手権 黒帯メジオ級 優勝（2016年）
- アブダビ・グランドスラム東京 黒帯77kg級 優勝（2016年、2017年）

### グラップリング
- DEEP X 02 リアルキングトーナメント 76kg級 優勝（2007年）
- DEEP X 06 ブラジリアン柔術スーパートーナメント 75kg級 優勝（2010年）
- DEEP X リアルキングトーナメント ウェルター級 優勝（2011年）

### 総合格闘技
- 初代REALスーパーライト級王座（2016年）
- 初代RIZINライト級王座 (2021年)

### 試合映像
1. ↑  『【試合映像】北岡悟 vs. ホベルト・サトシ・ソウザ / Satoru Kitaoka vs. Roberto Satoshi Souza - RIZIN.15』RIZIN公式YouTubeチャンネル、2019年。
2. ↑  『【試合映像】 ホベルト・サトシ・ソウザ vs. 廣田瑞人 / Roberto Satoshi Souza vs. Mizuto Hirota - RIZIN.17』RIZIN公式YouTubeチャンネル、2019年。
3. ↑  『【試合映像】ジョニー・ケース vs. ホベルト・サトシ・ソウザ / Johnny Case vs. Roberto Satoshi Souza - RIZIN.19』RIZIN公式YouTubeチャンネル、2019年。
4. ↑  『【試合映像】 ホベルト・サトシ・ソウザ vs. チーム中井(中井祐樹) / Roberto Satoshi Souza vs. Team Nakai - RIZIN.21』RIZIN公式YouTubeチャンネル、2020年。
5. ↑  『【試合映像】矢地祐介 vs. ホベルト・サトシ・ソウザ / Yusuke Yachi vs. Roberto Satoshi Souza - RIZIN.22』RIZIN公式YouTubeチャンネル、2020年。
6. ↑  『【試合映像】ホベルト・サトシ・ソウザ vs. 徳留一樹 / Roberto Satoshi Souza vs. Kazuki Tokudome - RIZIN.27』RIZIN公式YouTubeチャンネル、2021年。
7. ↑  『【試合映像】トフィック・ムサエフ vs. ホベルト・サトシ・ソウザ / Tofiq Musayev vs. Roberto Satoshi Souza - RIZIN.28』RIZIN公式YouTubeチャンネル、2020年。
8. ↑  『【試合映像】ホベルト・サトシ・ソウザ vs. 矢地祐介 2 / Roberto Satoshi Souza vs. Yusuke Yachi 2 - RIZIN.33』RIZIN公式YouTubeチャンネル、2021年。
9. ↑  『【試合映像】ホベルト・サトシ・ソウザ vs. ジョニー・ケース 2 / Roberto Satoshi Souza vs. Johnny Case 2 - RIZIN.35』RIZIN公式YouTubeチャンネル、2022年。
10. ↑  『【試合映像】ホベルト・サトシ・ソウザ vs. AJ・マッキー / Roberto Satoshi Souza vs. AJ McKee - RIZIN.40』RIZIN公式YouTubeチャンネル、2022年。
11. ↑  『【試合映像】ホベルト・サトシ・ソウザ vs. スパイク・カーライル / Roberto Satoshi Souza vs. Spike Carlyle - RIZIN.42』RIZIN公式YouTubeチャンネル、2023年。
12. ↑  『【試合映像】ホベルト・サトシ・ソウザ vs.中村K太郎 / Roberto Satoshi Souza vs. K-Taro Nakamura - RIZIN LANDMARK 9』RIZIN公式YouTubeチャンネル、2024年。
13. ↑  『【試合映像】ホベルト・サトシ・ソウザ vs. ルイス・グスタボ / Roberto Satoshi Souza vs. Luiz Gustavo -RIZIN.48』RIZIN公式YouTubeチャンネル、2024年。
14. ↑  『【試合映像】ホベルト・サトシ・ソウザ vs. ヴガール・ケラモフ / Roberto Satoshi Souza vs. Vugar Karamov - RIZIN.49』RIZIN公式YouTubeチャンネル、2024年。

### 補足映像
1. ↑  『【番組】RIZIN CONFESSIONS #35（※番組内で試合映像＆ホベルト・サトシ・ソウザと北岡悟による試合振り返りドキュメンタリー番組）』RIZIN公式YouTubeチャンネル、2019年。
2. ↑  『【番組】RIZIN CONFESSIONS #45（※番組内で試合映像＆ホベルト・サトシ・ソウザと廣田瑞人による試合振り返りドキュメンタリー番組）』RIZIN公式YouTubeチャンネル、2019年。
3. ↑  『【番組】RIZIN CONFESSIONS #49（※番組内で試合映像＆ホベルト・サトシ・ソウザとジョニー・ケースによる試合振り返りドキュメンタリー番組）』RIZIN公式YouTubeチャンネル、2019年。
4. ↑  『【番組】RIZIN CONFESSIONS #58（※番組内で試合映像＆ホベルト・サトシ・ソウザと矢地祐介による試合振り返りドキュメンタリー番組）』RIZIN公式YouTubeチャンネル、2021年。
5. ↑  『【番組】RIZIN CONFESSIONS #68（※番組内で試合映像＆ホベルト・サトシ・ソウザと徳留一樹による試合振り返りドキュメンタリー番組）』RIZIN公式YouTubeチャンネル、2021年。
6. ↑  『【番組】RIZIN CONFESSIONS #75（※番組内で試合映像＆ホベルト・サトシ・ソウザとトフィック・ムサエフによる試合振り返りドキュメンタリー番組）』RIZIN公式YouTubeチャンネル、2020年。
7. ↑  『【番組】RIZIN CONFESSIONS #90（※番組内で試合映像＆ホベルト・サトシ・ソウザと矢地祐介による試合振り返りドキュメンタリー番組）』RIZIN公式YouTubeチャンネル、2021年。
8. ↑  『【番組】RIZIN CONFESSIONS #98（※番組内で試合映像＆ホベルト・サトシ・ソウザとジョニー・ケースによる試合振り返りドキュメンタリー番組）』RIZIN公式YouTubeチャンネル、2022年。
9. ↑  『【番組】RIZIN CONFESSIONS #115（※番組内で試合映像＆ホベルト・サトシ・ソウザとAJ・マッキーによる試合振り返りドキュメンタリー番組）』RIZIN公式YouTubeチャンネル、2022年。
10. ↑  『【番組】RIZIN CONFESSIONS #124（※番組内で試合映像＆ホベルト・サトシ・ソウザとスパイク・カーライルによる試合振り返りドキュメンタリー番組）』RIZIN公式YouTubeチャンネル、2023年。
11. ↑  『【番組】RIZIN CONFESSIONS #146（※番組内で試合映像＆ホベルト・サトシ・ソウザと中村K太郎による試合振り返りドキュメンタリー番組）』RIZIN公式YouTubeチャンネル、2024年。
12. ↑  『【番組】RIZIN CONFESSIONS #164（※番組内で試合映像＆ホベルト・サトシ・ソウザとルイス・グスタボによる試合振り返りドキュメンタリー番組）』RIZIN公式YouTubeチャンネル、2024年。
13. ↑  『【番組】RIZIN CONFESSIONS #171（※番組内で試合映像＆ホベルト・サトシ・ソウザとヴガール・ケラモフによる試合振り返りドキュメンタリー番組）』RIZIN公式YouTubeチャンネル、2024年。